# Listă de conducători de stat din 1136
1132 - 1133 - 1134 - 1135 - 1136 - 1137 - 1138 - 1139 - 1140
Aceasta este o listă a conducătorilor de stat din anul 1136:

## Europa
- Almohazii: Abd al-Mumin ibn Ali (conducător din dinastia Almohazilor, 1130-1163)
- Almoravizii: Ali ibn Iusuf (emir din dinastia Almoravizilor, 1106-1143)
- Anglia: Ștefan (rege din dinastia Normandă, 1135-1141, 1141-1154; totodată, duce de Normandia, 1135-1141, 1141-1144)
- Anjou: Geoffroi al V-lea cel Frumos Plantagenet (conte, 1129/1131-1151; ulterior, duce de Normandia, 1144-1151)
- Apulia și Calabria: Roger al III-lea (duce din dinastia normandă de Hauteville, 1134-1149)
- Aquitania: Guillaume al X-lea (duce, 1127-1137)
- Aragon: Ramiro al II-lea Călugărul (rege, 1134-1137)
- Armenia, statul Siunik: Grigore al VI-lea (rege din dinastia Bagratizilor, 1105-1166)
- Austria: Leopold al III-lea cel Sfânt (margraf din dinastia Babenberg, 1095-1136) și Leopold al IV-lea (margraf din dinastia Babenberg, 1136-1141; ulterior, duce de Bavaria, 1139-1141)
- Bavaria: Henric al X-lea cel Trufaș (duce din dinastia Welfilor, 1126-1138; totodată, duce de Saxonia, 1127-1138)
- Bizanț: Ioan al II-lea (împărat din dinastia Comnenilor, 1118-1143)
- Brabant: Godefroi I cel Bărbos (conte, 1095-1140; ulterior, duce în Lorena Inferioară, 1106-1128)
- Bretagne: Conan al III-lea cel Gras (duce, 1112-1148)
- Burgundia: Hugues al II-lea (duce din dinastia Capețiană, 1102-1143)
- Capua: Robert al II-lea (principe din dinastia normandă Drengot, 1127-1156) și Alfons (pretendent din dinastia normandă de Hauteville, 1135-1144)
- Castilia: Alfonso al VII-lea (rege, 1126-1157; totodată, rege al Leonului, 1126-1157; împărat, din 1135)
- Cehia: Sobeslav I (cneaz din dinastia Premysl, 1125-1140)
- Champagne: Thibaud al II-lea cel Mare (conte din casa de Blois-Champagne, 1125-1152)
- Danemarca: Erik al II-lea cel Memorabil (rege din dinastia Estridsson, 1134-1137)
- Flandra: Thierry de Alsacia (conte din dinastia de Alsacia, 1128-1168)
- Franța: Ludovic al VI-lea cel Gros (rege din dinastia Capețiană, 1108-1137)
- Gaeta: Richard al III-lea (duce, 1121-1140)
- Germania: Lothar al II-lea (rege din dinastia Supplinburg, 1125-1137; anterior, duce de Saxonia, 1106-1127; ulterior, împărat occidental, 1133-1137)
- Gruzia: Dimitrie I (rege din dinastia Bagratizilor, 1125-1155, 1155-1156)
- Hainaut: Balduin al IV-lea (conte din casa de Flandra, 1120-1171)
- Imperiul occidental: Lothar (împărat din dinastia Supplinburg, 1133-1137; anterior, duce de Saxonia, 1106-1127; totodată, rege al Germaniei, 1125-1137)
- Istria: Engelbert al III-lea (margraf din casa de Sponheim, 1124-1173; totodată, margraf de Carniola, 1124-1173; ulterior, margraf de Toscana, 1135-1137; ulterior, duce de Spoleto, 1135-1137)
- Kiev: Iaropolk al II-lea Vladimirovici (mare cneaz din dinastia Rurikizilor, 1132-1139)
- Leon: Alfonso al VII-lea (rege, 1126-1157; totodată, rege al Castiliei, 1126-1157; împărat, din 1135)
- Lorena Inferioară: Walram (duce din dinastia de Limburg, 1128-1139)
- Lorena Superioară: Simon I (duce din casa Lorena-Alsacia, 1115-1139)
- Luxemburg: Conrad al II-lea (conte, 1131-cca. 1136)
- Montferrat: Guglielmo al III-lea cel Bătrân (margraf din casa lui Aleramo, cca. 1135-1190)
- Muntenegru, statul Zeta: Gradihna (rege, 1131-1142)
- Navarra: Garcia Ramirez al V-lea Restauratorul (rege, 1134-1150)
- Neapole: Sergius al VII-lea (sau al VIII-lea) (duce, cca. 1123-1137)
- Normandia: Etienne (duce, 1135-1141, 1141-1144; totodată, rege al Angliei, 1135-1141, 1141-1154)
- Norvegia: Harald al IV-lea (rege, 1130-1136), Sigurd al II-lea Harald (rege, 1136-1139), Sigurd al III-lea (rege, 1136-1155) și Inge I Haraldsson (rege, 1136-1161)
- Olanda: Dirk al VI-lea (conte, 1122-1157)
- Polonia: Boleslaw al III-lea Gură Strâmbă (cneaz, 1099-1138)
- Portugalia: Afonso I Henriques (conte din dinastia de Burgundia, 1114-1185; rege, din 1143)
- Reazan: Sveatoslav Iaroslavici (cneaz, 1129-1145)
- Savoia: Amedeo al III-lea (conte, 1103-1148)
- Saxonia: Henric al II-lea cel Trufaș (duce din dinastia Welfilor, 1127-1138; totodată, duce de Bavaria, 1126-1138)
- Saxonia: Conrad cel Mare (margraf din dinastia de Wettin, 1123/1130-1156)
- Scoția: David I cel Sfânt (rege, 1124-1153)
- Serbia: Uroș al II-lea (mare jupan din dinastia lui Vukan, cca. 1131-înainte de 1155, 1155-cca. 1160)
- Sicilia: Roger al II-lea (conte din dinastia de Hauteville, 1101-1154; rege, din 1130)
- Spoleto: Engelbert de Sponheim (duce, 1135-1137; totodată, margraf de Toscana, 1135-1137; anterior, margraf de Istria, 1124-1173; anterior, margraf de Carniola, 1124-1173)
- Statul papal: Innocențiu al II-lea (papă, 1130-1143) și Anacletus al II-lea (antipapă, 1130-1138)
- Suedia: Sverker I cel Bătrân (rege din dinastia Sverker, 1132-cca. 1156)
- Toscana: Engelbert de Sponheim (margraf, 1135-1137; totodată, duce de Spoleto, 1135-1137; anterior, margraf de Istria, 1124-1173; anterior, margraf de Carniola, 1124-1173)
- Toulouse: Alfons I Jourdain (conte, 1112-1148)
- Ungaria: Bela al II-lea (rege din dinastia Arpadiană, 1131-1141)
- Veneția: Pietro Polani (doge, 1130-1148)
- Verona: Ulrich I (margraf din casa de Sponheim, 1135-1144; totodată, duce de Carintia, 1134-1144)

## Africa
- Almohazii: Abd al-Mumin ibn Ali (conducător din dinastia Almohazilor, 1130-1163)
- Almoravizii: Ali ibn Iusuf (emir din dinastia Almoravizilor, 1106-1143)
- Fatimizii: al-Hafiz li Din Allah (Abu'l-Maimun Abd al-Madjid ibn Abu'l-Kassim ibn al-Mustansir) (calif din dinastia Fatimizilor, 1131-1149)
- Hammadizii: Iahia ibn al-Aziz (emir din dinastia Hammadizilor, 1121/1122 sau 1124/1125-1152)
- Kanem-Bornu: Dunama I (sultan, cca. 1098-cca. 1159)
- Zirizii: Abu Iahia al-Hassan ibn Ali (emir din dinastia Zirizilor, 1121-1148)

## Asia

### Orientul Apropiat
- Antiohia: Constance (principesă din dinastia de Hauteville, 1130-1136, 1149-1153) și Raimond de Poitiers (principe, 1136-1149)
- Armenia Mică: Leon I (principe din dinastia Rubenizilor, 1129-1138)
- Bizanț: Ioan al II-lea (împărat din dinastia Comnenilor, 1118-1143)
- Califatul abbasid: Abu Djafar al-Mansur ar-Rașid ibn al-Mustarșid (calif din dinastia Abbasizilor, 1135-1136) și Abu Abdallah Muhammad al-Muktafi ibn al-Mustazhir (calif din dinastia Abbasizilor, 1136-1160)
- Fatimizii: al-Hafiz li Din Allah (Abu'l-Maimun Abd al-Madjid ibn Abu'l-Kassim ibn al-Mustansir) (calif din dinastia Fatimizilor, 1131-1149)
- Ghaznavizii: Iamin ad-Daula Bahram Șah ibn Masud (III) (sultan din dinastia Ghaznavizilor, 1118-1157?)
- Ghurizii: Izz ad-Din Hussain ibn Hassan (sultan din dinastia Ghurizilor, 1100-1146)
- Ierusalim: Foulques (rege, 1131-1143; anterior, conte de Anjou, 1109-1129/1131)
- Selgiucizii: Nasr ad-Din (apoi Muizz ad-Din) Abu'l-Haris Ahmad Sandjar ibn Malik-Șah (mare sultan din dinastia Selgiucizilor, 1118-1157)
- Selgiucizii din Irak: Ghias ad-Din Masud ibn Muhammad (sultan din dinastia Selgiucizilor, 1133-1152)
- Selgiucizii din Kerman: Muhi'l-Din Arslan Șah I ibn Kirman Șah (sultan din dinastia Selgiucizilor, 1101-1142)
- Selgiucizii din Konya: Rukn ad-Din Masud I Kilic Arslan (sultan din dinastia Selgiucizilor, 1116-1156)

### Orientul Îndepărtat
- Birmania, statul Arakan: Kawhya (rege din dinastia de Parin, 1133-1153)
- Birmania, statul Pagan: Alaungsithu (rege din dinastia Constructorilor de Temple, 1112-1167)
- Cambodgea, Imperiul Kambujadesa (Angkor): Suryavarman al II-lea (împărat din dinastia Mahidharapura, 1112/1113-1150)
- Cambodgea, statul Tjampa: Harivarman al V-lea (rege din cea de a noua dinastie, 1114/1129-1139?)
- China: Gaozong (împărat din dinastia Song de sud, 1127-1162)
- China, Imperiul Jurchenilor: Xizong (împărat din dinastia Jin, 1135-1149)
- China, Imperiul Liao de vest: Yelu Dashi (Dezong) (împărat, 1124-1143)
- China, Imperiul Xia de vest: Chongzong (împărat, 1086-1139)
- Coreea, statul Koryo: Injong (Wang Hae) (rege din dinastia Wang, 1123-1146)
- Ghaznavizii: Sultan ad-Daula Iamin ad-Daula Bahram Șah ibn Masud (III) (sultan din dinastia Ghaznavizilor, 1118-1157?)
- Ghurizii: Izz ad-Din Hussain ibn Hassan (sultan din dinastia Ghurizilor, 1100-1146)
- India, statul Chalukya apuseană: Someșvara al III-lea (rege, 1127-1138)
- India, statul Chola: Kulottunga Chola al II-lea (rege, 1135-1150)
- India, statul Hoysala: Bittadeva Vișnuvaradhana (rege, 1110-1152)
- Japonia: Sutoku (împărat, 1123-1141)
- Kashmir: Jayasimha (say Simhadeva) (rege din a doua dinastia Lohara, 1127-1154)
- Nepal: Indradeva (uzurpator, cca. 1124-1136) și Manadeva al III-lea (rege din dinastia Thakuri, cca. 1136-1140)
- Sri Lanka: Vikkamabahu al II-lea (rege din dinastia Silakala, 1116-1137)
- Vietnam, statul Dai Co Viet: Ly Than-tong (rege din dinastia Ly târzie, 1127-1138)